# Мойынтынская поселковая администрация
Мойынтынская поселковая администрация (каз. Мойынты кенттік әкімдігі) — административная единица в составе Шетского района Карагандинской области Казахстана. Административный центр — поселок Мойынты.
Населения — 2284 человека (2009; 2923 в 1999; 3470 в 1989).

## Состав
В состав администрации входят следующие населённые пункты:
| Населённый пункт | Население, человек (1989) | Население, человек (1999) | Население, человек (2009) |
| ---------------- | ------------------------- | ------------------------- | ------------------------- |
| Акбулак, село    | 852                       | 287                       | 49                        |
| Мыржыкбай, село  | 195                       | -                         | -                         |
| Мойынты, посёлок | 2423                      | 2636                      | 2235                      |

### Зимовки
- с. Акбулак
- зимовка Аксай
- зимовка Жыланды[5]

## Акимы
1. Адамбаев Үмбетәлі Сатарұлы 1987-1999
2. Сламбеков Бөрібай 1999-2005
3. Қауымбаев Әбілсейіт Жарылғапұлы 2005-2011
4. Адамбаев Үмбетәлі Сатарұлы 2012-?